# Хатаинский район
Хатаинский район (азерб. Xətai rayonul) — административная единица Азербайджана, один из 12 административных районов города Баку. Расположен в южной части Абшеронского полуострова.

## История

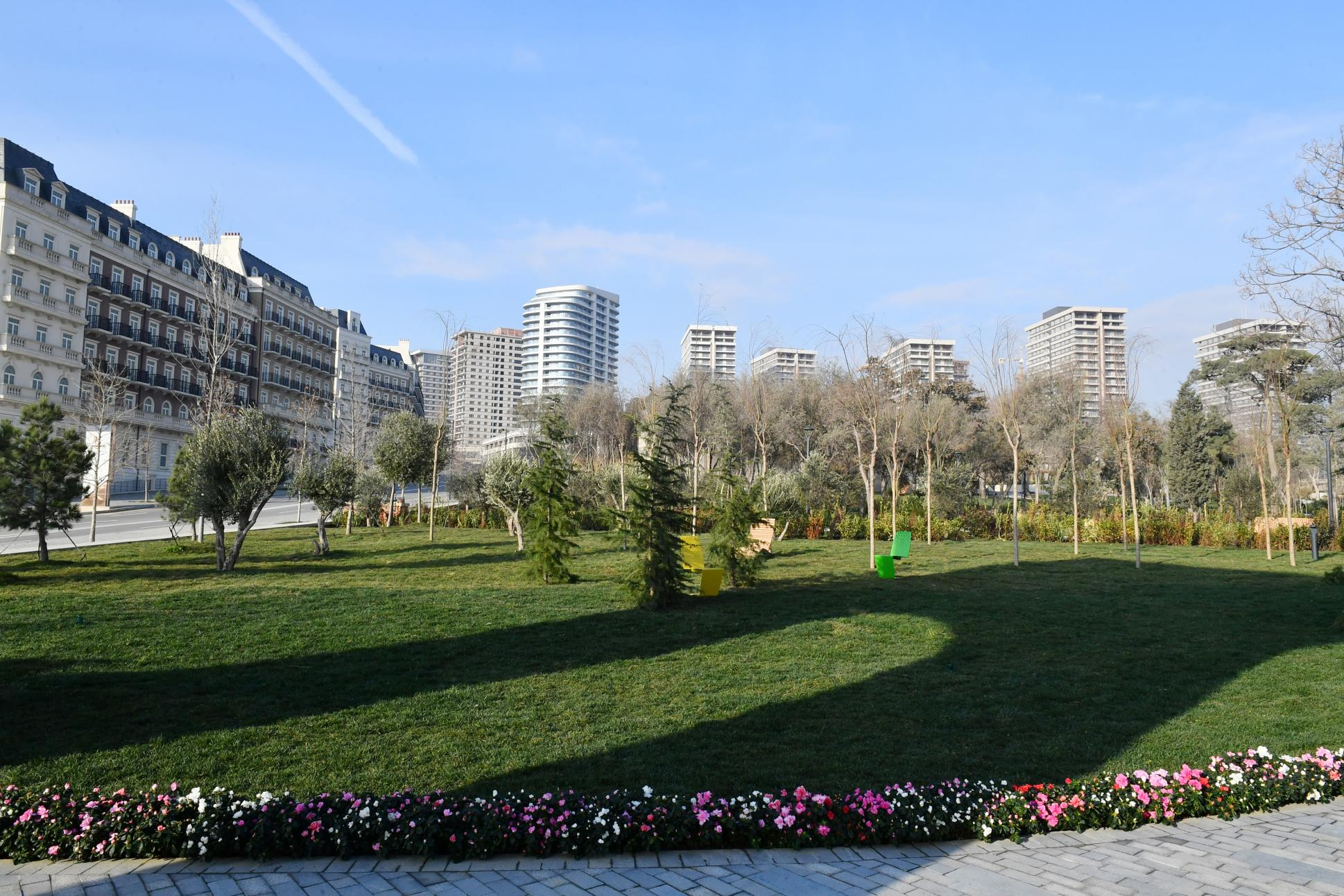
Парк в «Baku White City»

Хатаинский район — один из самых промышленно развитых районов города Баку. С конца XIX века, когда в Азербайджане стали разрабатываться нефтеносные участки, большинство нефтеперерабатывающих предприятий стали размещаться именно в этом районе. Это было обусловлено наличием на его территории прибрежной морской портовой зоны на берегу Каспия. По этой причине район в конце XIX века назывался «Заводской». 
В 1920 году было образовано районное территориальное деление «Фабричный». В 1932 году район был официально переименован в Шаумяновский, в честь большевика С. Шаумяна. 5 января 1990 года район был переименован в Хатаинский, в честь основателя династии Сефевидов, классика азербайджанской литературы Шаха Исмаила Хатаи.
Часть района с начала XX века и до сих пор называется «Чёрный город» из-за почерневших от сажи и дыма заводских построек. Для улучшения экологической ситуации в «Чёрном городе» в 2011 году на территории в 1 650 гектаров началось строительство проекта «Baku White City».

## Общие сведения
Деятельность исполнительной власти Хатаинского района основана на положении о местных исполнительных властях, принятом указом Президента Азербайджана от 16 июня 1999 года № 138. 
| Год      | 2019    | 2021    | 2023    |
| -------- | ------- | ------- | ------- |
| тыс. чел | 288 596 | 289 900 | 274 940 |

## Административное устройство
Район состоит из 2-х муниципалитетов:
1. Ахмедлинский городской муниципалитет
2. Хатаинский городской муниципалитет

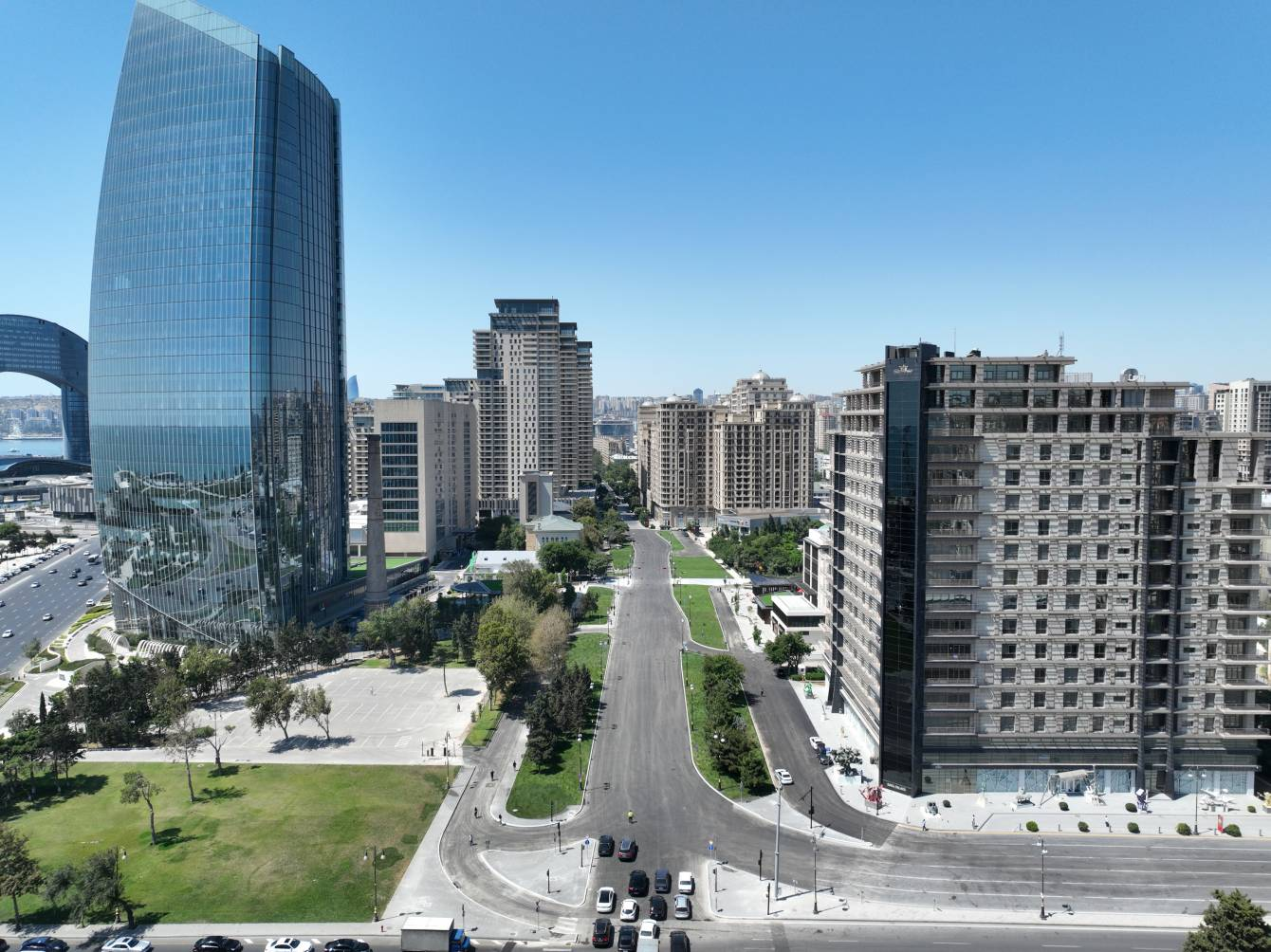
Хатаинский район Август 2024

## Экономика
В Хатаинском районе расположено большое количество промышленных предприятий города, в том числе 2 нефтеперерабатывающих завода, включая Бакинский нефтеперерабатывающий завод, причалы Бакинского морского порта, радиозавод.

## Инфраструктура
В июне 2024 года в связи с истечением срока эксплуатации снесён 12-пролётный мост Джаваншира, построенный в 1962 году. Длина моста составляла 202 метра, ширина — 17,3 метра. Мост обеспечивал доставку грузов в морской порт по железной дороге. Позднее железнодорожная сеть на данной территории была ликвидирована.
14 марта 2023 года в пос. Ази Асланова открыты футбольная и баскетбольная площадки.

## Культура
На территории района действует религиозная община мечети посёлка Ахмедлы.

## Главы
Первые секретари районного комитета партии:
- Сергей Степанов (1923—1929)
- Анна Мулявко (1952—1964)
- Александр Куликов[азерб.] (1980—1983)
- Рафик Гасымов (1983—?)
- Эльмир Шарифов

С 1991:
- Эльмир Шарифов (? — 16 августа 1992)[12]
- Зелимхан Мамедли[азерб.] (16 августа 1992 — 12 июля 1993)[12][13]
- Гюндуз Джалилов[азерб.] (9 августа 1993 — 4 сентября 1999)[14][15]
- Али Ахмедов (8 сентября 1999 — 28 июня 2000)[16][17]
- Ибрагим Мехдиев[азерб.] (28 июня 2000 — 26 сентября 2006)[18][19]
- Разим Мамедов[азерб.] (26 сентября 2006 — 13 декабря 2018)[20][21]
- Рафиг Гулиев (с 12 ноября 2019)[22][23]